# Odinani
Els ibo són gent del districte Calabar de Nigèria. En la seva antiga religió el déu suprem s'anomena Chuku ("gran esperit"); el qual va crear el món i tot allò de bo que conté, i és especialment associat amb la pluja, els arbres i les altres plantes. També és una deïtat solar. Ala és ocasionalment considerada la seva muller o la seva filla.
Un cop Chuku va enviar un gos a la humanitat per dir-los que els cadàvers s'havien de cobrir amb cendres i posats a terra retornarien a la vida. El gos estava cansat i Chuku va decidir d'enviar una ovella en lloc seu; l'ovella va oblidar el missatge pel camí i va explicar que el que havien de fer era enterrar els cossos dels morts. Finalment el gos arribà però ningú no va creure la seva correcció i la mort es va instal·lar a la terra.
Ala, filla o muller de Chuku, és una de les divinitats més importants. És la deessa tant de la fertilitat com de la mort, manant sobre l'inici i el final de la vida.
Altres deïtats són Aha Njoku, una deessa de les grangeres.